# Tenellia tergipes
Tenellia tergipes är en snäckart som först beskrevs av Peter Forsskål 1775.  Tenellia tergipes ingår i släktet Tenellia, och familjen Tergipedidae. Arten är reproducerande i Sverige.